# Xestia virgata
Xestia virgata là một loài bướm đêm trong họ Noctuidae.